# Средишче об Драви
Средишче об Драви (словен. Središče ob Dravi) је насеље и управно средиште истоимене општине Средишче об Драви, која припада Подравској регији у Републици Словенији.
По попису становништва из 2011. године насеље Средишче об Драви имало је 1.124 становника.